# Puy-Sanières

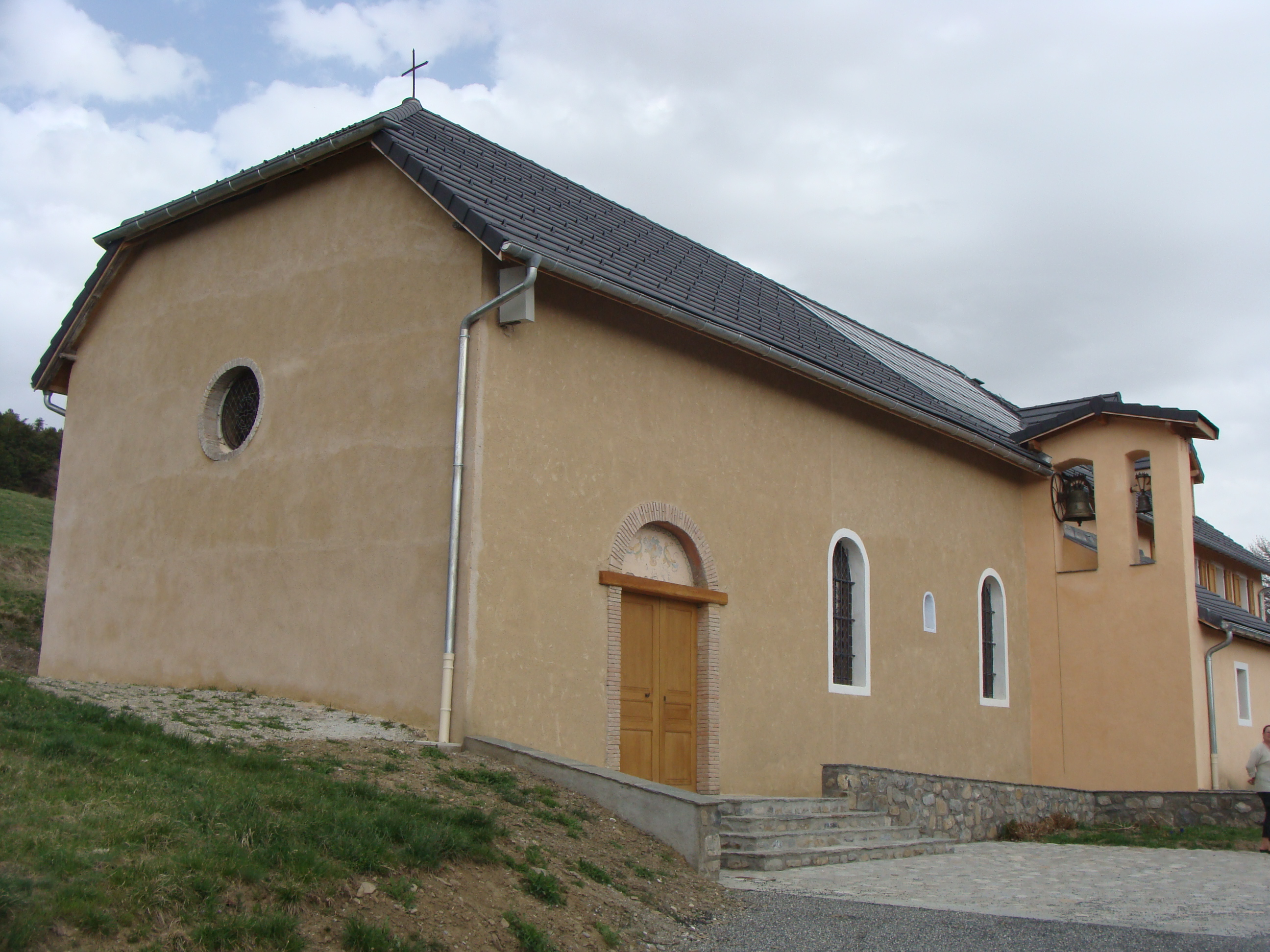

Puy-Sanières är en kommun i departementet Hautes-Alpes i regionen Provence-Alpes-Côte d'Azur i sydöstra Frankrike. Kommunen ligger  i kantonen Savines-le-Lac som ligger i arrondissementet Gap. År 2022 hade Puy-Sanières 281 invånare.

## Befolkningsutveckling
Antalet invånare i kommunen Puy-Sanières
Referens:INSEE